# Zythos strigata
Zythos strigata är en fjärilsart som beskrevs av W. Warren 1896. Zythos strigata ingår i släktet Zythos och familjen mätare. Inga underarter finns listade i Catalogue of Life.